# Андрієць Олександр Федорович
Олександр Федорович Андрієць (нар. 1 липня 1925, Краснознам'янка — пом. 5 січня 2014) — учасник німецько-радянської війни, визволитель Херсона.

## Біографія
Народився 1 липня 1925 року в селі Краснознам'янці (тепер Олександрівка, Голопристанський район, Херсонська область, Україна). Брав участь в німецько-радянській війні. Почав воювати в складі 49-ї гвардійської стрілецької дивізії (149-йстрілецький полк), навідник протитанкової рушниці, рядовий. Після форсування Дніпра і визволення Херсона був поранений в селі Музиківці Білозерського району. Лікувався в Одесі (клініка Філатова). Після одужання потрапив у діючу армію, брав участь у визволенні Східної Пруссії, Кенігсберга. Дійшов до Берліна. Демобілізувався в 1945 році.
Після демобілізації працював у Голопристанському лісгоспі бухгалтером, на Херсонській нафтобазі — оператором. Помер 5 січня 2014 року.

## Відзнаки
- нагороджений орденом Вітчизняної війни 1 ступеня (6 квітня 1985), медаллю «За бойові заслуги» (30 червня 1945)[1];
- почесний громадянин Херсона (рішення Херсонської міської ради № 1595 від 27 серпня 2010 року; звання присвоєне як визволителю Херсона від фашистських загарбників у Другій світовій війні)[2].